# 那須眾
那須眾（日语：／ Nasushū）是江戶時代中，以交代寄合身份仕於幕府的旗本。是指那須氏（下野國福原1千石）、福原氏（下野國佐久山3千5百石）、蘆野氏（下野國蘆野3千十6石）、大田原氏（下野國森田1千3百石）。與美濃眾、伊那眾、三河眾合稱四眾。最初那須氏與一族的福原氏、蘆野氏、千本氏、伊王野氏加上大田原氏和大關氏，合稱那須七騎。不過因為那須氏沒有在小田原征伐中參戰，於是被沒收領地，而其他6氏則保全或加增領地。在江戶時期的那須眾中，伊王野氏因為無嗣子而斷絕，而大田原氏和大關氏則成為大名。